# Örsjön (Norra Finnskoga socken, Värmland)
Örsjön är en sjö i Torsby kommun i Värmland och ingår i Göta älvs huvudavrinningsområde. Sjön har en area på 7 kvadratkilometer och ligger 424,1 meter över havet. Sjön avvattnas av vattendraget Örån.

## Delavrinningsområde
Örsjön ingår i det delavrinningsområde (675645-133840) som SMHI kallar för Utloppet av Örsjön. Medelhöjden är 486 meter över havet och ytan är 68,23 kvadratkilometer. Det finns inga avrinningsområden uppströms utan avrinningsområdet är högsta punkten. Örån som avvattnar avrinningsområdet har biflödesordning 3, vilket innebär att vattnet flödar genom totalt 3 vattendrag innan det når havet efter 480 kilometer. Avrinningsområdet består mestadels av skog (62 procent) och sankmarker (22 procent). Avrinningsområdet har 7,66 kvadratkilometer vattenytor vilket ger det en sjöprocent på 11,2 procent.